# Eth Saut
Eth Saut (en francès Etsaut) és un municipi francès situat al departament dels Pirineus Atlàntics i a la regió de la Nova Aquitània.

## Demografia
| Evolució de la població |      |      |      |      |      |      |      |      |
| 1793                    | 1800 | 1806 | 1821 | 1831 | 1836 | 1841 | 1846 | 1851 |
| 392                     | 358  | 360  | 396  | 430  | 461  | 438  | 623  | 439  |

| 1856 | 1861 | 1866 | 1872 | 1876 | 1881 | 1886 | 1891 | 1896 |
| ---- | ---- | ---- | ---- | ---- | ---- | ---- | ---- | ---- |
| 426  | 432  | 410  | 389  | 391  | 365  | 356  | 352  | 358  |

| 1901 | 1906 | 1911 | 1921 | 1926 | 1931 | 1936 | 1946 | 1954 |
| ---- | ---- | ---- | ---- | ---- | ---- | ---- | ---- | ---- |
| 371  | 321  | 342  | 492  | 318  | 298  | 222  | 203  | 183  |

| 1962 | 1968 | 1975 | 1982 | 1990 | 1999 | 2006 | 2011 | 2016 |
| ---- | ---- | ---- | ---- | ---- | ---- | ---- | ---- | ---- |
| 158  | 141  | 125  | 104  | 92   | 105  | -    | -    | -    |

| 2019 | - | - | - | - | - | - | - | - |
| ---- | - | - | - | - | - | - | - | - |
| -    | - | - | - | - | - | - | - | - |

## Administració
| Període   | Identitat        | Partit |
| --------- | ---------------- | ------ |
| 1995-2008 | Marcel Minvielle |        |
| 2008-     | Élisabeth Médard |        |

## Història

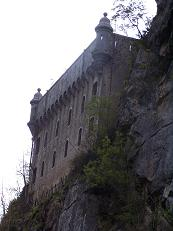
Fortalesa del Portalet

Al seu territori hi ha la fortalesa del Portalet, que va servir de presó d'estat durant la França de Vichy. Alguns dels qui hi van romandre presoners foren Maurice Gamelin, Georges Mandel, Paul Reynaud i Léon Blum. Curiosament, també hi va estar Philippe Pétain el 1945, poc abans de la sortida cap a l'illa de Yeu.

## Referències

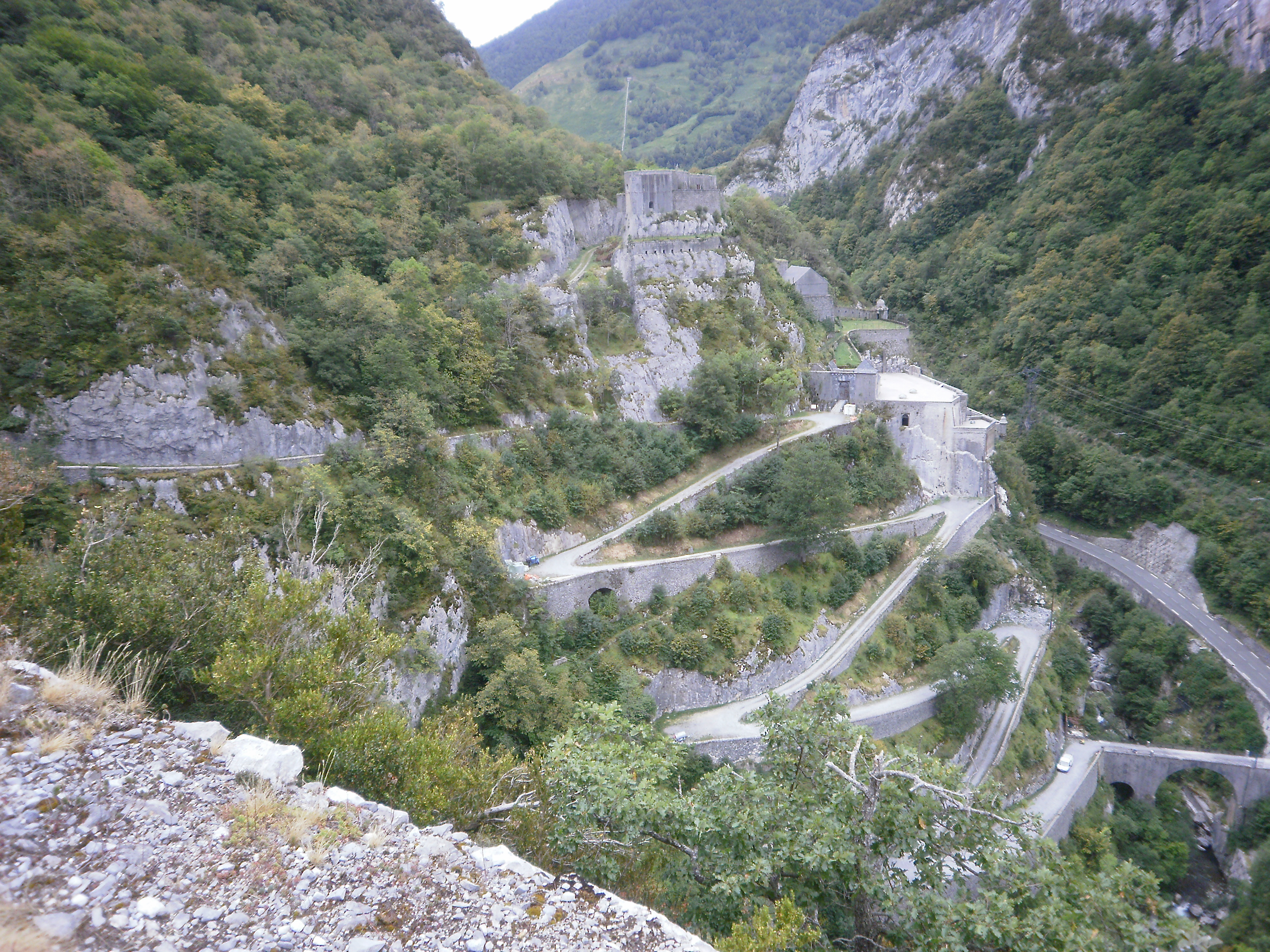
Vista del Fort del Portalet